# Autonomistes
Les Autonomistes (en italien Autonomisti, AUT) étaient un groupe politique italien de tendance démocrate-chrétienne actif en Vallée d'Aoste.

## Historique
Il fut fondé en 1997 par l'union de la section régionale du Parti populaire italien avec Pour la Vallée d'Aoste (PVdA) et quelques anciens socialistes. Aux élections régionales de 1998, Les Autonomistes remportèrent 10 045 suffrages, soit 12.8 % des voix et cinq conseillers régionaux,. 
À la fin de l'année 2000, le mouvement fusionna avec la Fédération autonomiste (FA) pour former Stella alpina (SA). Cependant, après les élections régionales de 2003 FA reprit son indépendance, SA peut ainsi être considéré comme la parfaite continuation des Autonomistes.

## Sources
- (ca) Cet article est partiellement ou en totalité issu de l’article de Wikipédia en catalan intitulé « Autonomistes » (voir la liste des auteurs).